# サブスク不倫
『サブスク不倫』（サブスクふりん）は、原作：鈴木さやか・作画：Minto Studioによる日本の漫画作品（WEBTOON）。講談社の企画・編集協力のもと、CLLENN（旧GIGATOON Studio）によって制作された作品で、GIGATOONレーベルの作品として「DMMブックス」にて2023年2月28日より配信。
安全かつ快適に不倫を楽しめるサブスクリプションサービス・通称「サブスク不倫サービス」に手を出した既婚女性のラブサスペンスの物語を描く。
毎日放送の「ドラマ特区」枠で実写ドラマ化され、2023年11月から12月まで放送された（後述）。

## あらすじ
専業主婦の鳥山未知留は、仕事での出会いから結婚した鳥山蒼との夫婦生活が3年目にして少しずつ良好でなくなっていた。
ある日に未知留は、既婚者向けで安全かつ快適に不倫を楽しめるサブスクリプションサービスアプリ「ビュッフェ」を友人たちから勧められ、夫の蒼を愛しつつも軽い気持ちで入会してしまう。
やがて、未知留はカメラマンの黒崎淳弥や大病院の御曹司・一ノ瀬剣太郎との「サブスク不倫」に没頭していく。

## 登場人物
鳥山 未知留（とりやま みちる）
3年目を迎える夫との結婚生活が良好でない専業主婦。友人から勧められたサブクリプションサビースアプリ「ビュッフェ」の利用者となり、「サブスク不倫」に没頭する。
黒崎 淳弥（くろさき じゅんや）
未知留が「サブスク不倫」で出会う不倫相手。年下のカメラマンで、自由で奔放な性格。
一ノ瀬 剣太郎（いちのせ けんたろう）
未知留が「サブスク不倫」で出会う不倫相手。大手病院グループの後継者で、若年で副院長を務める。
鳥山 蒼（とりやま あおい）
未知留の夫。未知留とは仕事の取引で出会い、結婚した。システムエンジニア。

## テレビドラマ
2023年11月10日（9日深夜）から12月15日（14日深夜）まで、毎日放送の深夜ドラマ枠「ドラマ特区」にて放送された。主演は佐津川愛美。
「女性による女性のための不倫ドラマ」のコンセプトを徹底させるため、スタッフィングにおいて、監督・脚本・撮影で女性スタッフを起用して脱男性目線を図った。

### キャスト
鳥山未知留（とりやま みちる）
演 - 佐津川愛美
黒崎淳弥（くろさき じゅんや）
演 - 草川拓弥（超特急）
一ノ瀬剣太郎（いちのせ けんたろう）
演 - 堀夏喜（FANTASTICS）
鳥山蒼（とりやま あおい）
演 - 木村了
盛沢（もりさわ）
演 - 染谷俊之
主婦層に人気の有名シェフでYouTuber。未知留もファンの一人で、「サブスク不倫」で出会う。
青島有紀（あおしま ゆき）
演 - 片山萌美
未知留の高校からの友人。仕事もプライベートも順調で、未知留に「サブスク不倫」を勧める。
加島絵里子（かしま えりこ）
演 - 中村静香
未知留の高校からの友人。仕事と育児を両立していた中、有紀に勧められた「サブスク不倫」に興味を示す。

### スタッフ
- 原作 - Nemeton、Minto Studio『サブスク不倫』（DMMブックス）[4]
- 脚本 - 国井桂[4]
- 監督 - 松本佳奈[4]
- オープニング主題歌 - Sano ibuki「罰点万歳」（EMI Records / UNIVERSAL MUSIC）[7]
- エンディング主題歌 - GeeSLY「ジギタリス」（muchoo）[8]
- 音楽 - 諸橋邦行
- アソシエイトプロデューサー - 五十嵐悠（株式会社CLLENN）、池田卓行・高田聖世巨（ハピネット）、金田武士（テレビ神奈川）
- 協力プロデューサー -元信克則（ユニオン映画）
- 制作プロダクション - ユニオン映画
- 制作協力 - AX-ON
- 製作 - 「サブスク不倫」製作委員会・毎日放送

### 放送日程
| 話数   | 放送日   |
| ------ | -------- |
| 第1話  | 11月10日 |
| 第2話  | 11月17日 |
| 第3話  | 11月24日 |
| 第4話  | 12月01日 |
| 第5話  | 12月08日 |
| 最終話 | 12月15日 |

### 放送局
| 放送期間                  | 放送時間                    | 放送局       | 対象地域   | 備考              |
| ------------------------- | --------------------------- | ------------ | ---------- | ----------------- |
| 2023年11月9日 - 12月14日  | 木曜 23:30 - 翌 0:00        | テレビ神奈川 | 神奈川県   | 1時間29分先行放送 |
| 2023年11月10日 - 12月15日 | 金曜 0:59 - 1:29 (木曜深夜) | 毎日放送     | 近畿広域圏 | 製作局            |
|                           | 金曜 23:00 - 23:30          | 千葉テレビ   | 千葉県     |                   |
| 2023年11月16日 - 12月21日 | 木曜 22:30 - 23:00          | とちぎテレビ | 栃木県     |                   |
|                           | 木曜 23:30 - 翌 0:00        | テレビ埼玉   | 埼玉県     |                   |
|                           |                             | 群馬テレビ   | 群馬県     |                   |

### ネット配信
| 配信開始月 | 配信サイト           | 配信料金     | 備考           |
| ---------- | -------------------- | ------------ | -------------- |
| 2023年10月 | FOD（FODプレミアム） | 定額制有料   | 見放題独占配信 |
| 2023年10月 | MBS動画イズム        | 広告付き無料 | 見逃し配信     |
| 2023年10月 | TVer                 | 広告付き無料 | 見逃し配信     |

| 毎日放送 ドラマ特区    | 毎日放送 ドラマ特区 | 毎日放送 ドラマ特区    |
| 前番組                 | 番組名              | 次番組                 |
| ---------------------- | ------------------- | ---------------------- |
| 君となら恋をしてみても | サブスク不倫        | 彼女と彼氏の明るい未来 |